# Марк Еди
Марк Ијан Еди (енгл. Mark Ian Addy, рођен 14. јануара 1964. у Јорку) је енглески глумац и гласовни уметник.
Познат је по разним улогама у британској телевизији, укључујући детектива Герија Бојла у ситкому Танка плава линија (енгл. The Thin Blue Line) (1995–1996) и Херкула у фантастично-драмској серији Атлантис (енгл. Atlantis) (2013–2015). Дебитовао је на филму као Дејв Хорсфол у филму До голе коже (енгл. The Full Monty) (1997), и добио БАФТА номинацију за најбољег глумца у споредној улози. Остале значајне улоге укључују Фреда Кременка у Породица Кременко: Пустоловина у Рок Вегасу (енгл. The Flintstones in Viva Rock Vegas) (2000), Била Милера у CBS ситкому Још увек стојимо (енгл. Still Standing) (2002–2006) и краља Роберта Баратеона у ХБО фантазијској серији Игра престола (енгл. Game of Thrones) (2011).